# Azerbaigian ai XXIII Giochi olimpici invernali
L'Azerbaigian ha partecipato ai XXIII Giochi olimpici invernali, che si sono svolti dal 9 al 25 febbraio 2018 a Pyeongchang, in Corea del Sud, con una delegazione composta da un solo atleta, lo sciatore alpino Patrick Brachner, che ne è stato anche il portabandiera.

## Sci alpino
| Gara            | Atleta           | Tempo     | Tempo     | Tempo  | Posizione |
| Gara            | Atleta           | 1ª manche | 2ª manche | Totale | Posizione |
| --------------- | ---------------- | --------- | --------- | ------ | --------- |
| Slalom speciale | Patrick Brachner | DNF       | DNF       | DNF    | DNF       |